# Brian Buscher
Pour les articles homonymes, voir Buscher.
Brian Philip Buscher (né le 18 avril 1981 à Jacksonville, Floride, États-Unis) est un ancien joueur de baseball qui évolue dans les Ligues majeures au poste de troisième but pour les Twins du Minnesota de 2007 à 2009.

## Carrière
Après ses études secondaires, Brian Buscher est repêché le 2 juin 1999 par les Red Sox de Boston. Il repousse l'offre comme il le fera un an plus tard quand il est sélectionné par les Diamondbacks de l'Arizona et suit des études supérieures au Central Florida Community College puis à l'université de Caroline du Sud, où il s'illustre sous les couleurs des Gamecocks en 2002 et 2003.
Il rejoint finalement les rangs professionnels après le repêchage amateur du 3 juin 2003 au cours de laquelle il est sélectionné au 3e tour par les Giants de San Francisco.
Encore joueur de Ligues mineures, Buscher rejoint les Twins du Minnesota le 7 décembre 2006 au repêchage de règle 5.
Il débute en Ligue majeure le 27 juillet 2007. Il prend part à 164 rencontres de 2007 à 2009 mais n'est pas sur le terrain à l'occasion des séries éliminatoires d'octobre 2009.
Libéré par les Twins, Buscher signe un contrat de Ligues mineurs chez les Indians de Cleveland le 2 décembre 2009 avec une invitation à l'entraînement de printemps 2010, mais il ne revient pas dans les majeures après la saison 2009.

## Statistiques
En saison régulière
| Statistiques de frappeur |           |     |     |    |     |    |    |    |     |    |       |
| Saison                   | Équipe    | J   | AB  | R  | H   | 2B | 3B | HR | RBI | SB | BA    |
| 2007                     | Minnesota | 33  | 82  | 8  | 20  | 1  | 0  | 2  | 10  | 1  | 0,244 |
| 2008                     | Minnesota | 70  | 218 | 29 | 64  | 9  | 0  | 4  | 47  | 0  | 0,294 |
| 2009                     | Minnesota | 61  | 136 | 14 | 32  | 3  | 1  | 2  | 12  | 0  | 0,235 |
| Totaux                   | Totaux    | 164 | 436 | 51 | 116 | 13 | 1  | 8  | 69  | 1  | 0,266 |

Note: J = Matches joués; AB = Passages au bâton; R = Points; H = Coups sûrs; 2B = Doubles; 
3B = Triples; HR = Coup de circuit; RBI = Points produits; SB = buts volés; BA = Moyenne au bâton 